# Cuscuta tinctoria
Cuscuta tinctoria là một loài thực vật có hoa trong họ Bìm bìm. Loài này được Mart. ex Engelm. mô tả khoa học đầu tiên năm 1859.